# Narodowy Bank Rwandy
Narodowy Bank Rwandy (fr. Banque Nationale du Rwanda) – bank centralny Rwandy. Został utworzony 19 maja 1964 r.